# Álvaro Tito
Álvaro Tito, né le 17 janvier 1962, est un joueur et entraîneur uruguayen de basket-ball. Il évolue durant sa carrière au poste d'arrière.

## Palmarès
- Finaliste du championnat des Amériques 1984